# Adolph W. Knüppel
Adolph W. Knüppel (* 28. Juli 1933 in Ehringen; † 20. Januar 2017 in Münster) war ein deutscher Architekt, Designer und Bildhauer. Zahlreiche seiner Skulpturen sind in Münster im öffentlichen Raum aufgestellt. Er lebte zuletzt in Münster-Gievenbeck.

## Leben
Seinen Vornamen hat Adolph W. Knüppel der Machtergreifung der Nationalsozialisten zu verdanken: „Es war damals üblich und selbstverständlich, dass ein neuer Mann für Deutschland Adolph heißen soll“ (Zitat Adolph W. Knüppel). Die Schrecken des Krieges haben ihn derart abgeschreckt, dass sich der Wunsch nach Frieden als roter Faden durch sein Leben zieht.
Nach der Schule macht er eine Malerlehre und studierte dann an der Werkkunstschule Kassel. Er war Meisterschüler des Malers Josef Albers.
Aufgrund seines Talents wurde er zum Architekten ernannt und arbeitete ab 1957 in mehreren Architekturbüros. Zwölf Jahre war er für Professor Harald Deilmann tätig und wirkte hier auch bei seinem größten Projekt, der John-F.-Kennedy-Schule in Berlin, mit. Ab 1985 arbeitete er als selbstständiger Architekt. Zudem hatte er Lehraufträge in der Abteilung Kunsterziehung der Pädagogischen Hochschule Münster sowie der Abteilung Architektur der Fachhochschule Münster. In dieser Zeit lernte er auch seine spätere Ehefrau Hildegard kennen, die 1961 als Architektin bei Harald Deilmann anfing. Sie heirateten 1965 und haben zwei Kinder.

## Werke (Auswahl)
- „Goldene Fuge“ (Münster, 1993)[1]
- „Hanse-Steine“ (Münster, 1993)[1]

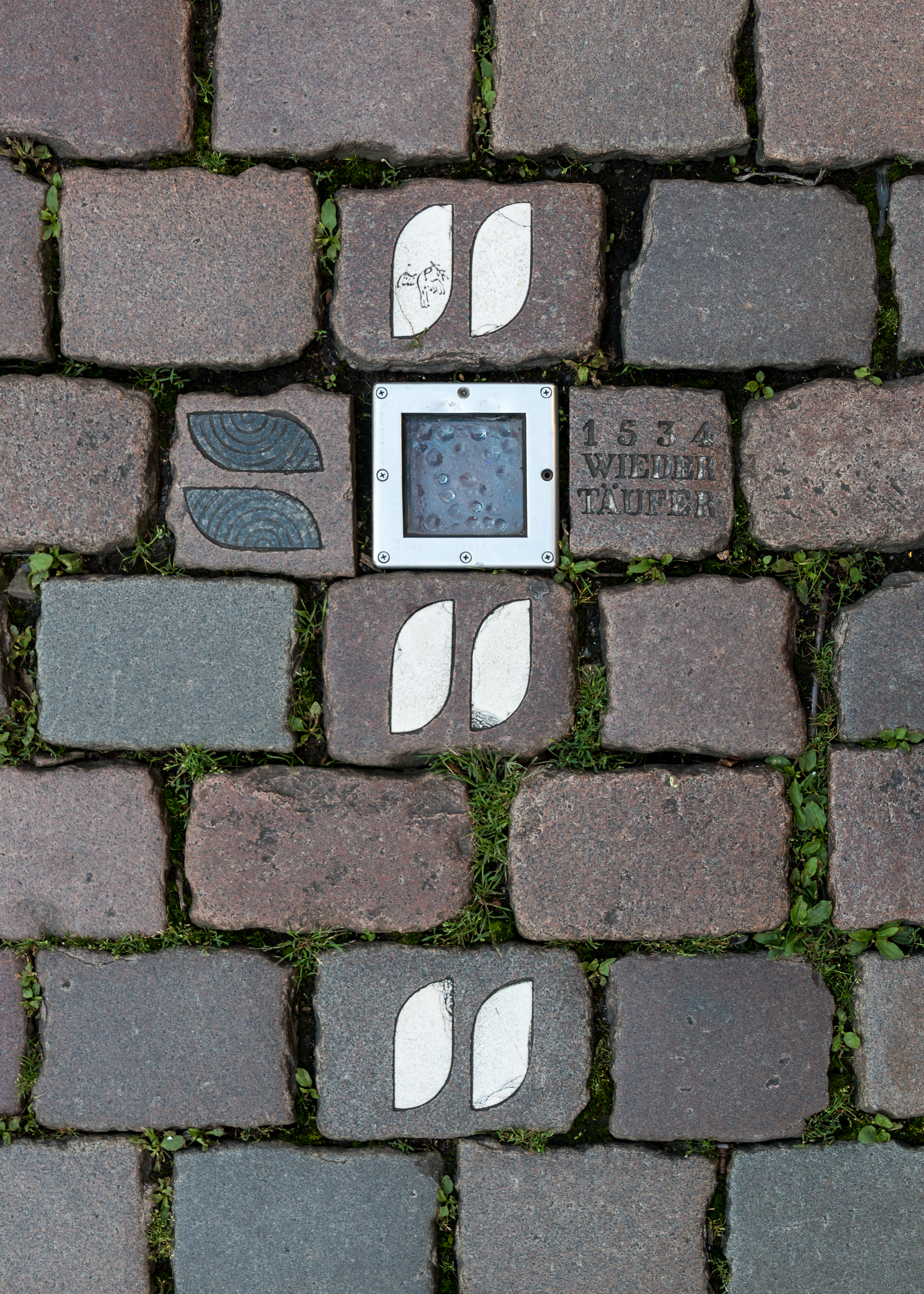
„Wasser in Münster“ auf dem Prinzipalmarkt

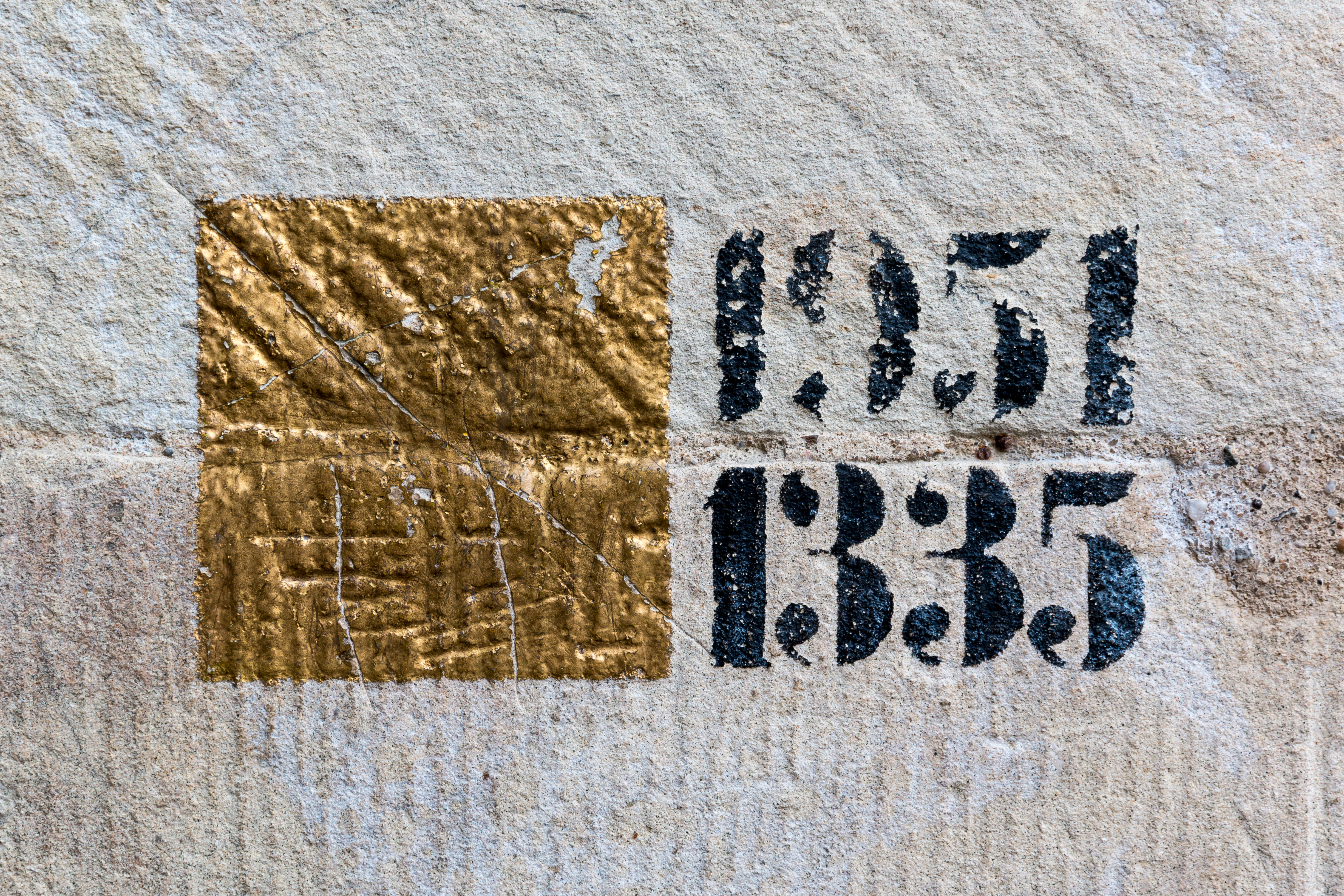
„Goldene Fuge“ am historischen Rathaus mit den Jahreszahlen 1335 für das ungefähre Jahr, in dem die Bürgerkammer an die Ratskammer angebaut wurde, und 1951 für das Jahr der Wiedererrichtung nach dem Zweiten Weltkrieg

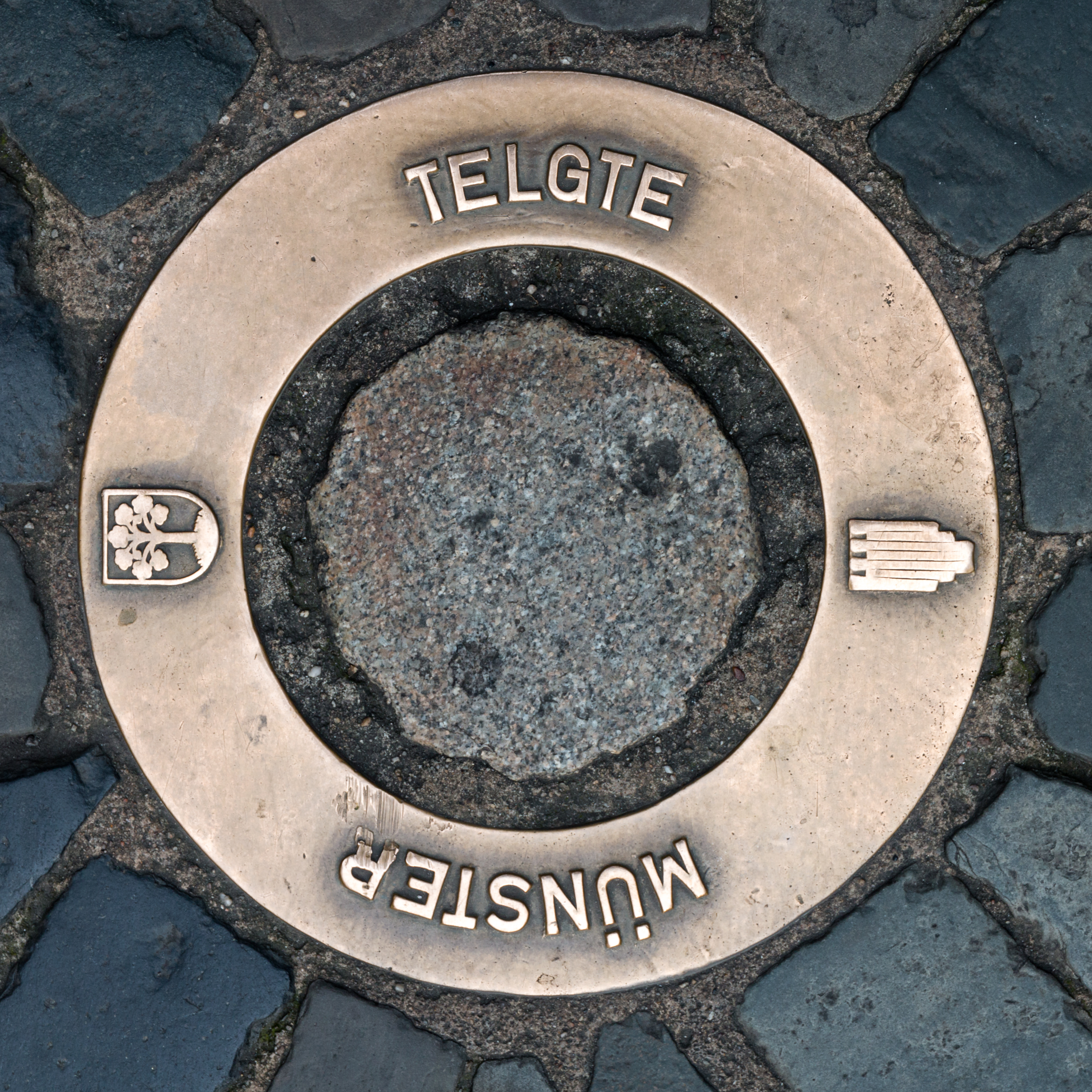
„Hanse-Steine“, hier der Hanse-Stein zur Stadt Telgte

- „Friedenserde“ für 20 Tage mit Hilfe von Dr. Reinhold Ewald in der Weltraumstation MIR, Februar 1998 in einer Stele im Rathausinnenhof, seit 2001 auf dem Campus Steinfurt der Fachhochschule Münster (Münster, 1997)[1]
- „Wasser in Münster“ mit Wasser aus dem Jordan auf dem Prinzipalmarkt vor Haus Nummer 34 zwischen den Standorten der ehemaligen Häuser von Gerhard Kibbenbrock und Bernhard Knipperdollinck, den Bürgermeistern der Wiedertäuferzeit; dazu gehören auch zwei am Bordstein eingelassene Steine vor den Häusern 29 und 41 (Münster, 1993)[1][2]
- Erneuerung des Wegekreuzes an der Appelbreistiege (Münster, 1998)[1]
- Skulptur zur Droste am Rüschhaus[3]
- Gehwegplatten (Münster, 1998)[4]
- „Geschichts-Handy“  (Münster, 2000)[5]

Er erhielt 2001 den Sonderpreis der Umweltpreis-Jury für sein Gesamtwerk von 1988 bis 2000.